# Luther Archimède
Luther Archimède (Les Abymes, Francia; 17 de septiembre de 1999) es un futbolista guadalupeño. Juega de delantero y su equipo actual es el Monterey Bay FC de la USL Championship estadounidense. Es internacional absoluto por la selección de Guadalupe desde 2019.

## Trayectoria
Nacido en Guadalupe, Archimède se mudó a Francia y comenzó su carrera en las inferiores del FC Istres y el FC Sochaux-Montbéliard. En este último club, formó parte del segundo equipo entre 2017 y 2019.
En 2019 se fue a los Estados Unidos a jugar soccer universitario por los Syracuse Orange de la Universidad de Siracusa. Tras esto, fue seleccionado por los New York Red Bulls en el lugar 13 del SuperDraft de la MLS 2021. En abril de 2021, Archimède fue incluido en el New York Red Bulls II.
El 15 de diciembre de 2021, el delantero firmó con el Sacramento Republic FC de la USL Championship.

## Selección nacional
Debutó por la selección de Guadalupe el 23 de marzo de 2019 ante Martinica.

### Participaciones en copas
| Copa                            | Sede           | Resultado      |
| ------------------------------- | -------------- | -------------- |
| Copa de Oro de la Concacaf 2021 | Estados Unidos | Fase de grupos |

## Clubes
| Club                   | País           | Año           |
| ---------------------- | -------------- | ------------- |
| FC Sochaux II          | Francia        | 2017-2019     |
| New York Red Bulls II  | Estados Unidos | 2021          |
| Sacramento Republic FC | Estados Unidos | 2022-2023     |
| Monterey Bay FC        | Estados Unidos | 2024-presente |